# Pasar Seni

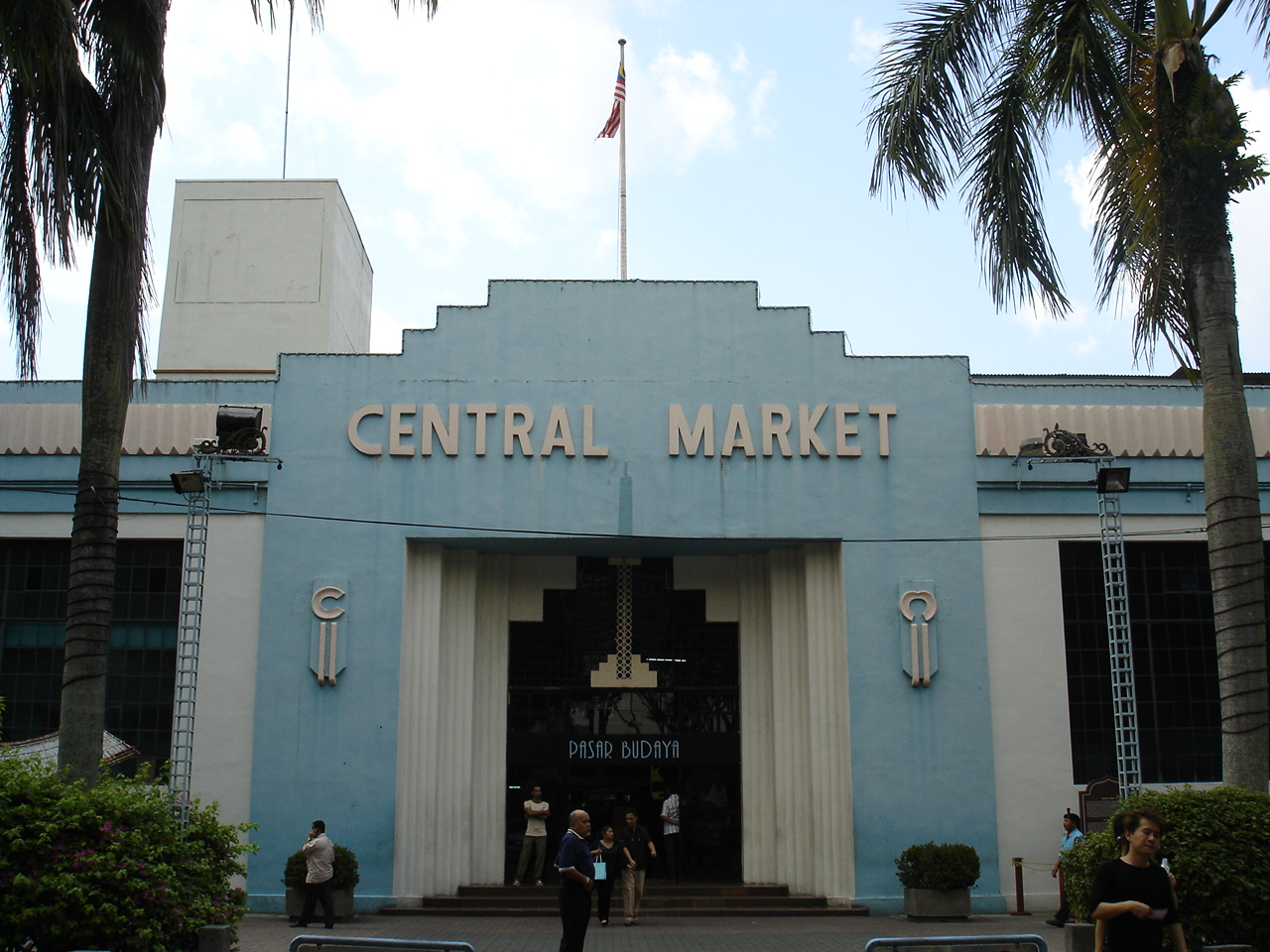
Entrée du marché

Pasar Seni, également appelé Pasar Budaya ou Central Market est un marché couvert construit en 1888. Il est situé à Kuala Lumpur, en Malaisie.